# Бойченко Віктор Кузьмич
Віктор Кузьмич Бойченко (1925–2012) — старший лейтенант Радянської Армії, учасник Німецько-радянської війни, Герой Радянського Союзу (1943).

## Біографія
Віктор Бойченко народився 21 липня 1925 року в Актюбінську (нині Казахстан) у робочій сім'ї. Здобув середню освіту. У 1942 році був призваний на службу в Робітничо-селянську Червону Армію. З того ж року — на фронтах Німецько-радянської війни. До вересня 1943 року єфрейтор Віктор Бойченко був розвідником 496-ї окремої розвідроти 236-ї стрілецької дивізії 46-ї армії Південно-Західного фронту. Відзначився під час битви за Дніпро.
У ніч із 25 на 26 вересня 1943 року Бойченко у складі групи розвідників форсував Дніпро у районі Дніпропетровська та захопив плацдарм на західному березі річки. Протягом ночі групі удалося відбити кілька ворожих контратак. У боях Бойченко особисто знищив близько 10 німецьких солдатів та офіцерів. У ході боїв за розширення плацдарму Бойченко неодноразово ходив у тил супротивника і здобував цінні відомості про нього.
Указом Президії Верховної Ради СРСР від 1 листопада 1943 року за «зразкове виконання бойових завдань командування на фронті боротьби з німецько-фашистськими загарбниками та виявлені при цьому мужність і героїзм» єфрейтор Віктор Бойченко був удостоєний високого звання Героя Радянського Союзу із врученням ордена Леніна та медалі «Золота Зірка» за номером 1938.
1944 року Бойченко закінчив Курси удосконалення офіцерського складу. У 1946 році у званні старшого лейтенанта був звільнений у запас. У 1951 році Бойченко закінчив Інститут зовнішньої торгівлі. У 1980-х роках був заступником голови Державного комітету СРСР з іноземного туризму, входив до Радянського комітету захисту Миру, Союзу радянських товариств дружби із зарубіжними країнами, Радянського комітету ветеранів війни. 
Був також нагороджений орденами Вітчизняної війни 1-го і 2-го ступенів, орденом Трудового Червоного Прапора, двома орденами Дружби народів, орденом Червоної Зірки, двома орденами «Знак Пошани», ювілейною медаллю «60 років звільнення Молдови від фашистської окупації» (2004), а також рядом медалей. Почесний громадянин Кишинева та Дніпродзержинська, почесний житель внутрішньоміської муніципальної освіти Гагарінське у місті Москві з 2009 року.
Жив у Москві. Помер 26 грудня 2012 року, похований на Троєкурівському цвинтарі.